# والی آکرز
والی آکرز (انگلیسی: Wally Akers؛ ۱۹۱۷ – ۱۹۷۶) بازیکن فوتبال اهل بریتانیا بود.
از باشگاه‌هایی که در آن بازی کرده‌است می‌توان به باشگاه فوتبال منزفیلد تاون، باشگاه فوتبال نیوپورت کانتی، باشگاه فوتبال چلسی، باشگاه فوتبال گیلینگام، باشگاه فوتبال ای‌اف‌سی بورنموث، باشگاه فوتبال ولورهمپتون واندررز، و باشگاه فوتبال کوربی تاون اشاره کرد.